# Салторо-Кангрі
Салторо Кангрі (7742 м) — найвищий пік хребта Салторо в Каракорумі. Досить важкодоступна через політичну кризу в регіоні. Салторо Кангрі — 31-ша за висотою вершина світу. Розташована в контрольованому Індією районі, на південний захід Сіачена.

## Особливості
Салторо Кангрі підноситься над контрольованою Пакистаном долиною Кондус і річкою Салторо на заході. Військові практично повністю заборонили доступ до гори. На заході стоять пакистанські війська, на сході — індійська армія.

## Історія сходжень
Гора відкрита Воркманом в 1911/12 році.
Перша спроба сходження: 1935 р. британська експедиція Дж. Валлера, вони дійшли до відмітки 7468 м по південно-східній стороні.
Британський університет організував експедицію Еріка Шиптона. Він підійшов до гори через Білафонд Ла з боку Пакистану, але підкорювати гору не зважився. Індуси вважали експедицію ворожим вторгненням, що призвело до Сіаченського конфлікту.
У 1962 році гора була підкорена спільною японсько-пакистанською експедицією Т. Шідея. До складу цієї експедиції входили А. Сайто, Я. Такамура і пакистанський альпініст Р. А. Башира. 24 липня вони зійшли на вершину південно-східним схилом..
«Гімалайський журнал» [Архівовано 17 липня 2017 у Wayback Machine.] згадує ще одне сходження 1981 року.
На більшості карт гора віднесена до пакистанської території, хоча в теперішній час (2012 рік) її контролює Індія.

## Ресурси Інтернету
- Himalayan Index [Архівовано 17 липня 2017 у Wayback Machine.]
- # himalayas DEM files for the Himalaya [Архівовано 10 грудня 2009 у Wayback Machine.] (Corrected versions of SRTM data)